# Brod na Kupi
Brod na Kupi (szlovénül: Brod na Kolpi) falu Horvátországban, a Tengermellék-Hegyvidék megyében. Közigazgatásilag Delnicéhez tartozik.

## Fekvése
Fiumétól 36 km-re, községközpontjától 9 km-re északkeletre, a horvát Hegyvidék középső részén, a Kulpa jobb partján, a Kupica patak torkolatánál fekszik.

## Története
A település keletkezésének ideje nem ismert. Neve onnan származik, hogy a középkorban itt gázló vezetett át a Kulpán. A stratégiai jelentőségű helyen a Frangepánok csakhamar udvarházat építettek. Első írásos említése 1481-ben történt, amikor a zágrábi királyi bíróság megtiltotta Frangepán Istvánnak, hogy a zágrábi kereskedőktől vámot szedjen. Frangepán István után a birtokot fia, Bernát, majd az ő fia, István örökölte. Brod a Zrínyiek és a Frangepánok közti 1550-es egyezség után valószínűleg még Frangepán István kezén maradt. Zrínyi Miklós csak 1557-ben, Frangepán halálakor szerezte meg azt. A település lakossága a 16. század folyamán többször is szenvedett a Likából betörő török portyázóktól, így 1528-ban, 1578-ban és 1585-ben is. Emiatt lakossága menekülésre kényszerült. A védelem megszilárdítására a 17. század elején a vlach jog alapján néhány szerb családot is telepítettek ide, akiket katonáskodásra köteleztek. 1651-ben Zrínyi Péter a régi udvarház helyére új kastélyt építtetett, mely a védelmi funkció mellett palotaként is szolgált. 1670-ben felépíttette a Mária Magdolna-templomot. A Wesselényi összeesküvést követően 1670-ben a Zrínyi és Frangepán birtokok a királyi kamara igazgatása alá kerültek. Csak Zrínyi Miklós fia Zrínyi Ádám tarthatta meg birtokait. 1692-ben Zrínyi Ádám özvegye Lamberg Katalin grófné brodi, čabari és ozalyi birtokait is a kamarának adta el. Egy 1725 és 1727 között elhúzódó eljárás után Brodot a kamarától Perlas Rajmund gróf vásárolta meg. Fia Ferenc 1766-ban Grobnikkal és Ozallyal együtt Batthyányi Tódornak adta el. Tőle 1812-ben fia József Antal, majd 1828-ban fiai Gusztáv és Kázmér örökölték. 1848. december 28-án mint magyar párti főúr birtokát a grobniki és ozalyi uradalommal együtt a horvátok elvették, de Batthyány Gusztáv kérésére 1849 szeptemberében Jellasics bán visszaadta. Batthyány Kázmér gróf Baranya vármegye főispánja 1849-ben Törökországba emigrált, majd onnan Párizsban telepedett le, ahol 1854-be halt meg. A Batthyányiak 1872-ig voltak birtokosai, amikor az uradalmat Turn-Taxis Viktor hercegnek adták el, akik Regensburgból igazgatták birtokaikat. 1928-ban itteni birtokukat a Horvát Sárkányrendnek ajándékozták, akik 1945-ig birtokolták.
A településnek 1857-ben 172, 1910-ben 266 lakosa volt. A trianoni békeszerződésig Modrus-Fiume vármegye Delnicei járásához tartozott. 2011-ben 209 lakosa volt.

## Lakosság

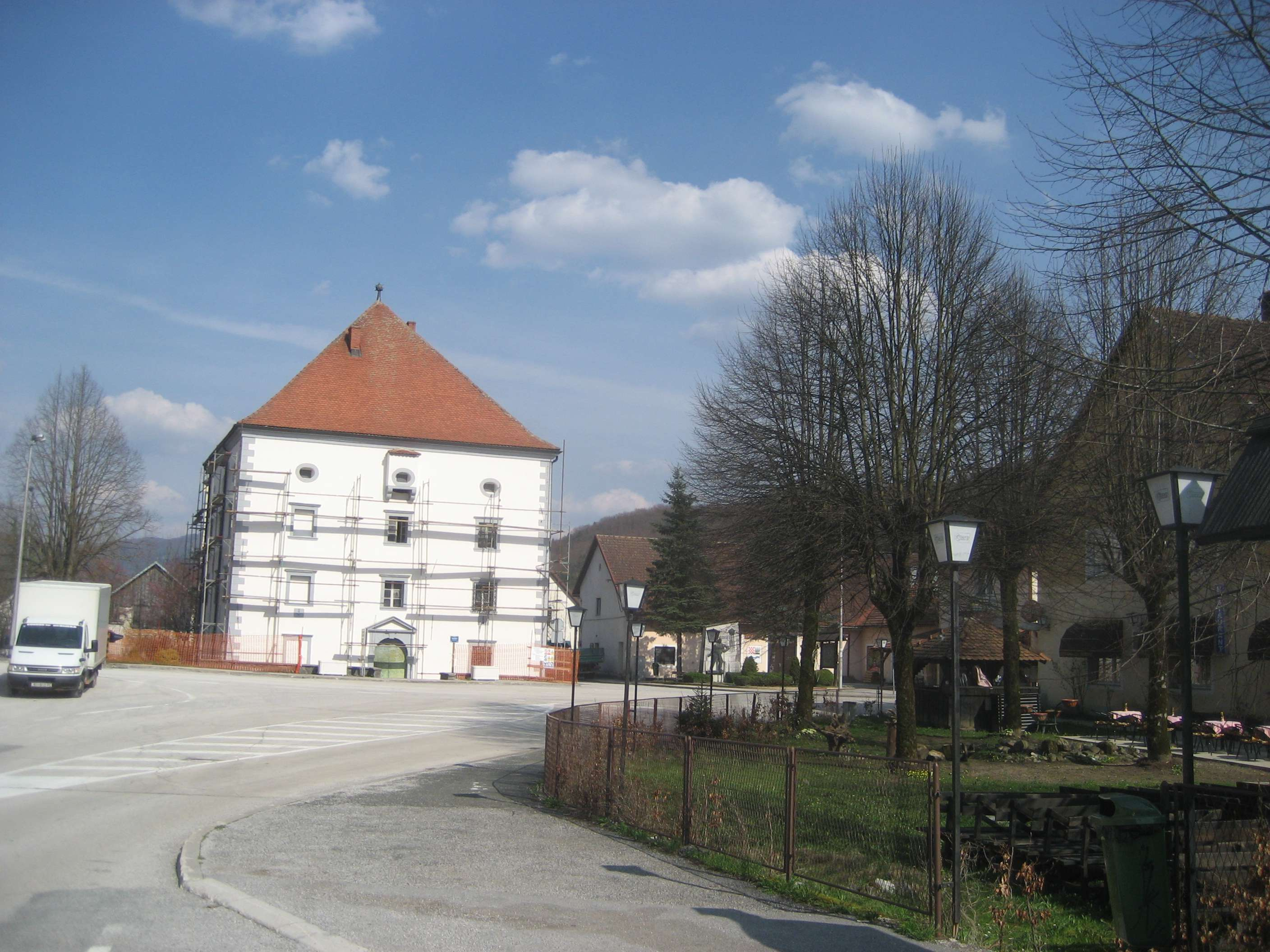
A település központja a Zrínyi-kastéllyal

| Lakosság változása | Lakosság változása | Lakosság változása | Lakosság változása | Lakosság változása | Lakosság változása | Lakosság változása | Lakosság változása | Lakosság változása | Lakosság változása | Lakosság változása | Lakosság változása | Lakosság változása | Lakosság változása | Lakosság változása | Lakosság változása |
| ------------------ | ------------------ | ------------------ | ------------------ | ------------------ | ------------------ | ------------------ | ------------------ | ------------------ | ------------------ | ------------------ | ------------------ | ------------------ | ------------------ | ------------------ | ------------------ |
| 1857               | 1869               | 1880               | 1890               | 1900               | 1910               | 1921               | 1931               | 1948               | 1953               | 1961               | 1971               | 1981               | 1991               | 2001               | 2011               |
| 172                | 187                | 197                | 174                | 189                | 266                | 196                | 166                | 125                | 171                | 179                | 161                | 150                | 176                | 248                | 209                |

## Nevezetességei
- A Zrínyi-kastélyt[5] 1651-ben építtette Zrínyi Péter horvát bán a régi Zrínyi udvarház helyén. A falu központjában, a Kulpa folyó mellett, a horvát tengerpart, Szlovénia és Pokupsko Progorje felé vezető utak találkozásánál található. Egy hatalmas kőből épült kétemeletes épület, négyzet alakú alaprajzzal, sátortetővel, amely mind a négy oldalán ablaknyílásokkal rendelkezik. Profilozott kőportálja van. Az első emeleten lőrések maradtak meg, és a legfelső emeleten is láthatók még a védelem céljára kialakított épületelemek. Később több tulajdonosa volt.
- Szent Mária Magdolna tiszteletére szentelt plébániatemploma 1670-ben épült, a 18. században megújították. A II. világháborúban megrongálódott és elveszítette barokk jellegzetességeit. Egyhajós épült, sokszögzáródású szentéllyel, harangtornya a homlokzat felett emelkedik.